# NGC 3700
NGC 3700 este o galaxie spirală situată în constelația Ursa Mare. A fost descoperită în 31 martie 1867 de către .